# Campionats del món de ciclisme en ruta de 1934
Els Campionats del món de ciclisme en ruta de 1934 es disputaren el 18 d'agost a Leipzig, Alemanya.

## Resultats
| Proves :                         | Or                              | Or         | Argent                 | Argent | Bronze                     | Bronze |
| Professionals                    |                                 |            |                        |        |                            |        |
| Cursa en línia masculina detalls | Karel Kaers · Bèlgica           | 5h 45' 15" | Learco Guerra Itàlia   | m. t.  | Gustave Danneels · Bèlgica | m. t.  |
| Amateurs                         |                                 |            |                        |        |                            |        |
| Cursa en línia masculina         | Kees Pellenaers · Països Baixos | 2h 43' 02" | André Deforge · França | -      | Paul André · Bèlgica       | -      |

## Medaller
| Posició | País          | Or | Plata | Bronze | Total |
| 1       | Bèlgica       | 1  | 0     | 2      | 3     |
| 2       | Països Baixos | 1  | 0     | 0      | 1     |
| 3       | Itàlia        | 0  | 1     | 0      | 1     |
| 3       | França        | 0  | 1     | 0      | 1     |
| Total   | Total         | 2  | 2     | 2      | 6     |